# Evarcha arcuata
Espèce
Synonymes
- Araneus arcuatus Clerck, 1757
- Aranea marcgravii Scopoli, 1763
- Aranea grossipes De Geer, 1778
- Aranea truncorum Schrank, 1781
- Aranea goezenii Schrank, 1781
- Aranea frontalis Olivier, 1789
- Attus limbatus Hahn, 1826
- Dendryphantes grossus C. L. Koch, 1837
- Euophrys farinosa C. L. Koch, 1837
- Euophrys paludicola C. L. Koch, 1846
- Attus albociliatus Simon, 1868

Evarcha arcuata est une espèce d'araignées aranéomorphes de la famille des Salticidae.

## Distribution

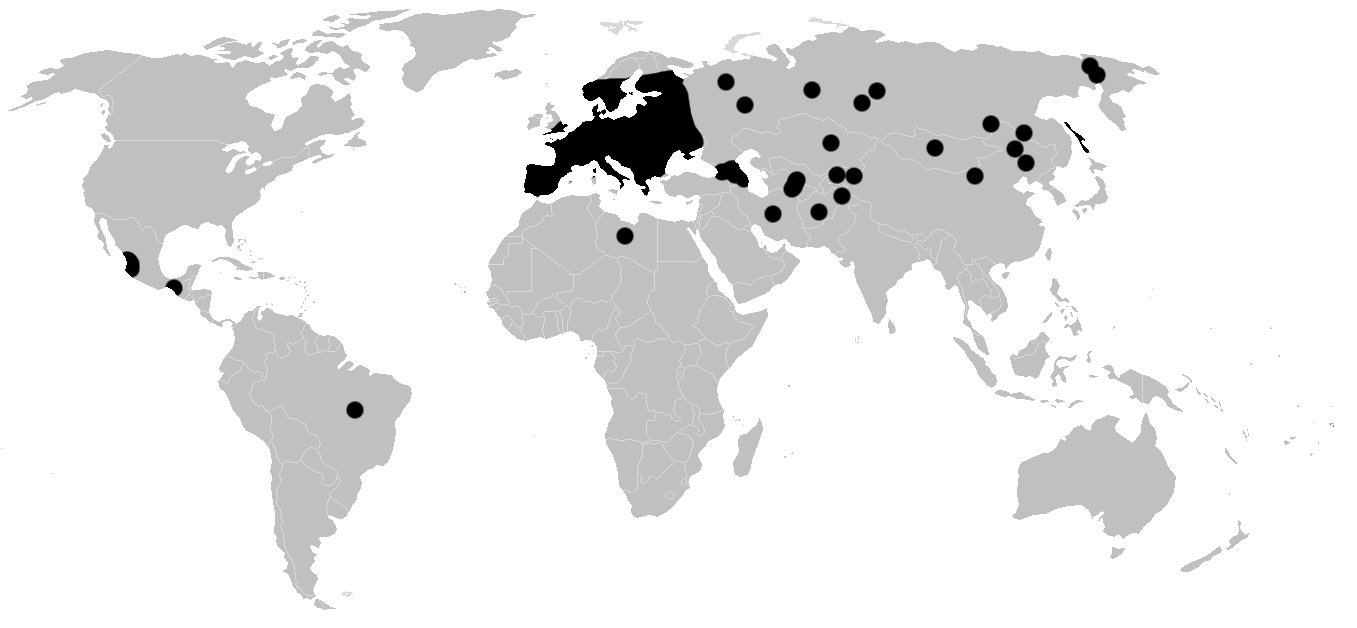
Distribution

Cette espèce se rencontre en zone paléarctique.

## Description
Les mâles mesurent de 5,1 à 6,3 mm et la femelle 7 mm.

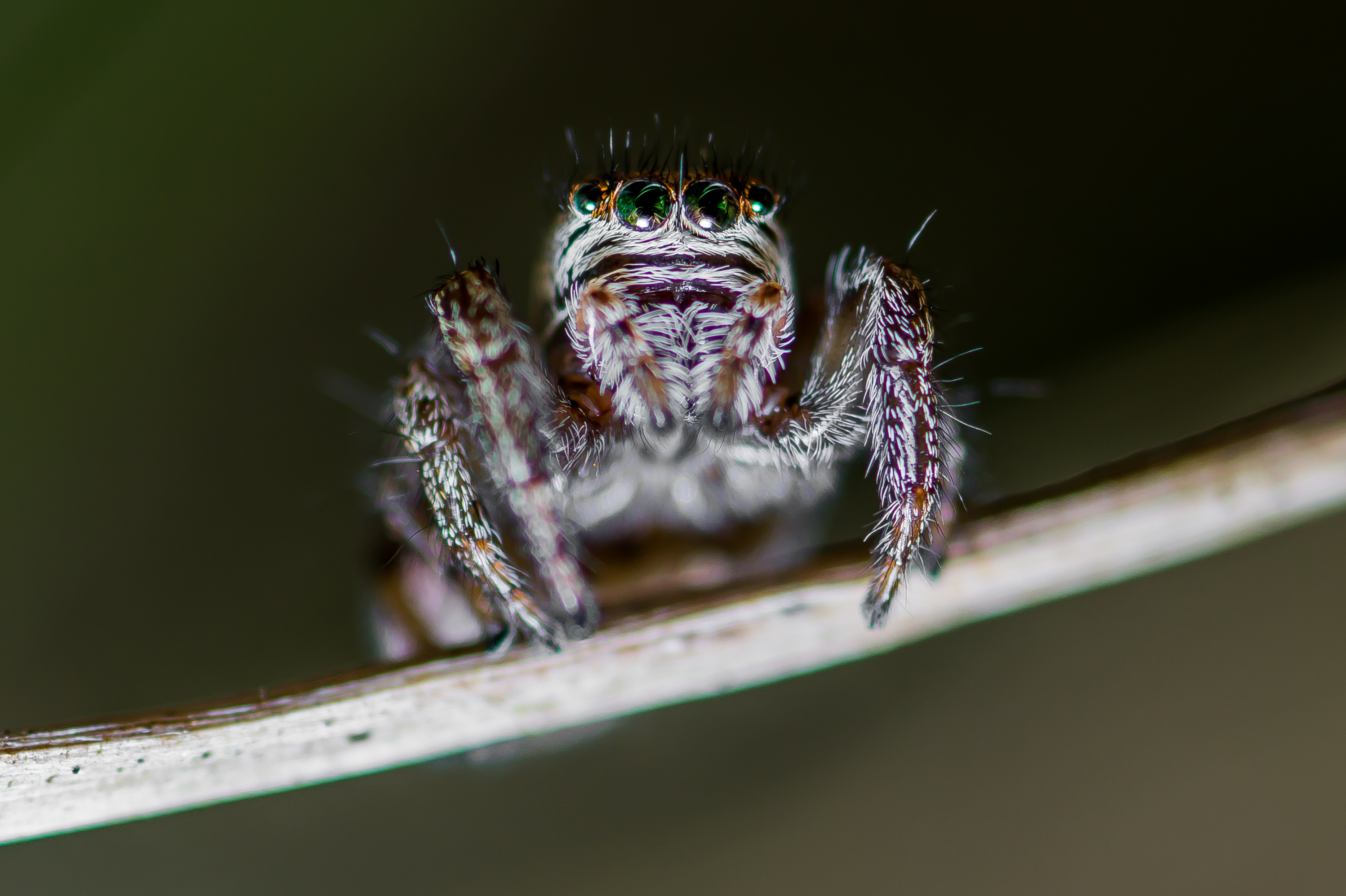
Evarcha arcuata ♀

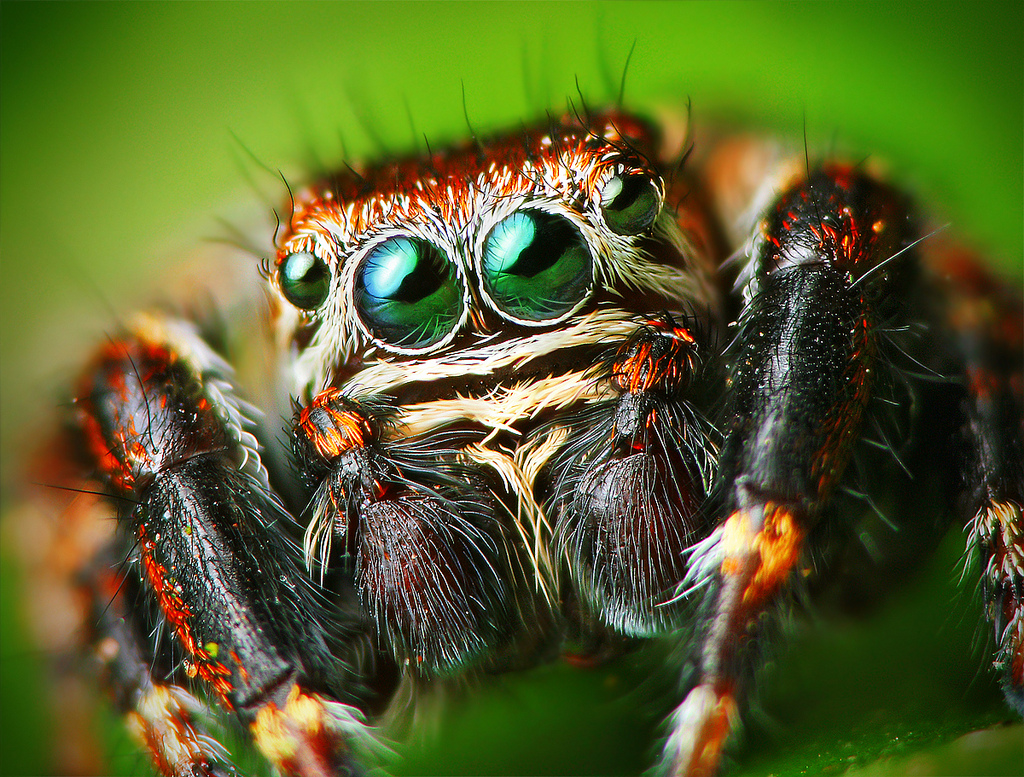
Evarcha arcuata ♂

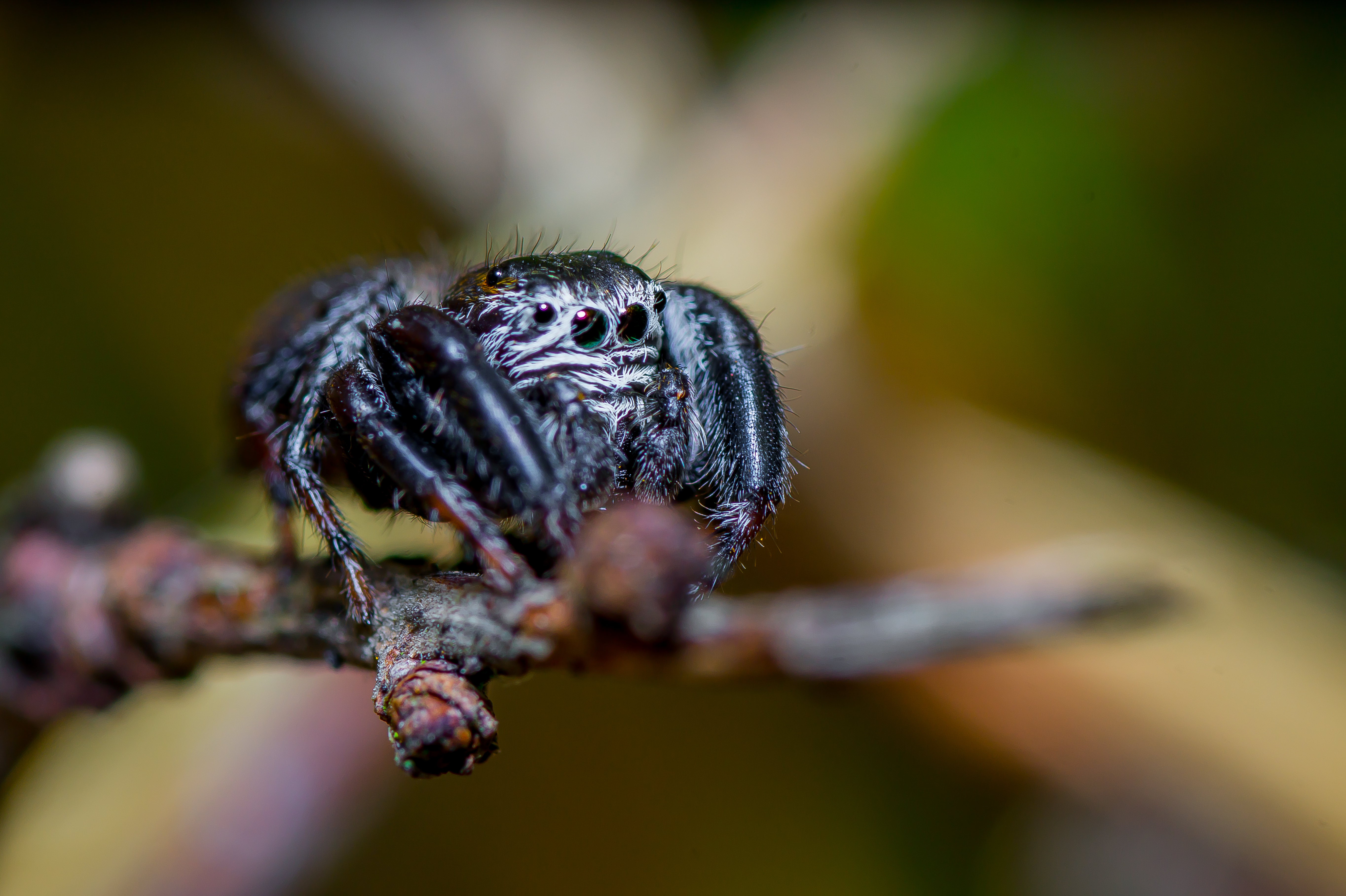
Evarcha arcuata

Cette araignée est dotée d'un comportement amoureux complexe.
Cet arachnide a acquis la capacité de sauter, pour attraper sa proie, ou pour s'accrocher sur les murs.

## Publication originale
- Clerck, 1757 : Svenska spindlar, uti sina hufvud-slågter indelte samt under några och sextio särskildte arter beskrefne och med illuminerade figurer uplyste. Stockholmiae, p. 1-154.